# Unité spéciale de la police
 (avril 2018).
Si vous disposez d'ouvrages ou d'articles de référence ou si vous connaissez des sites web de qualité traitant du thème abordé ici, merci de compléter l'article en donnant les références utiles à sa vérifiabilité et en les liant à la section « Notes et références ».
Au sein de la Police grand-ducale luxembourgeoise, l'Unité spéciale de la police (USP), rattachée à la Direction centrale police administrative (DCPA), remplit des missions  semblables à celles du GIGN et du RAID français ou du DSU belge.

## Histoire
L'USP est créé en 1999 par la fusion de la brigade mobile de la gendarmerie grand-ducale et le groupe d'intervention de la police.

## Photos

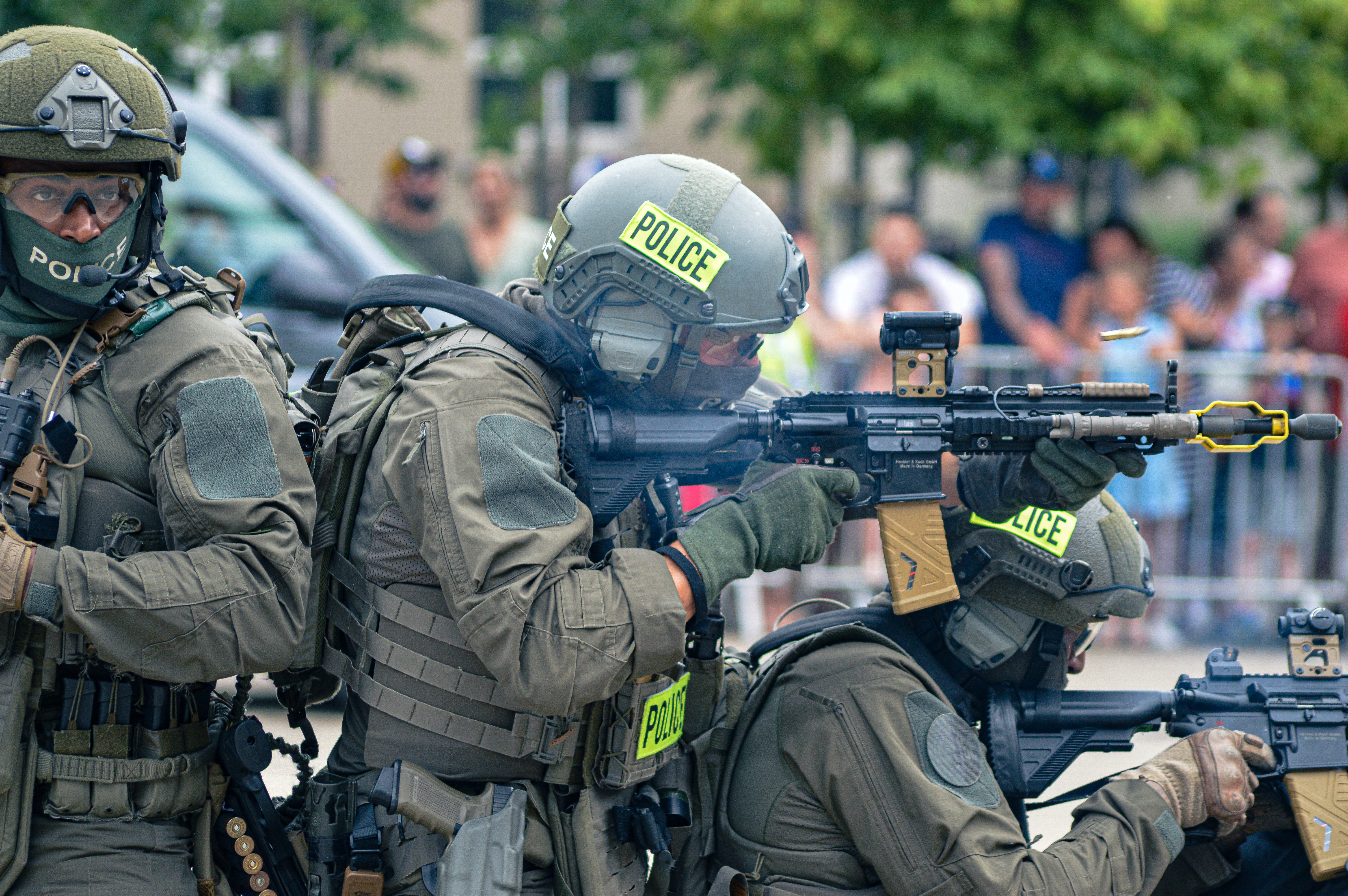
Journée de la Police 2023 - Exercice USP

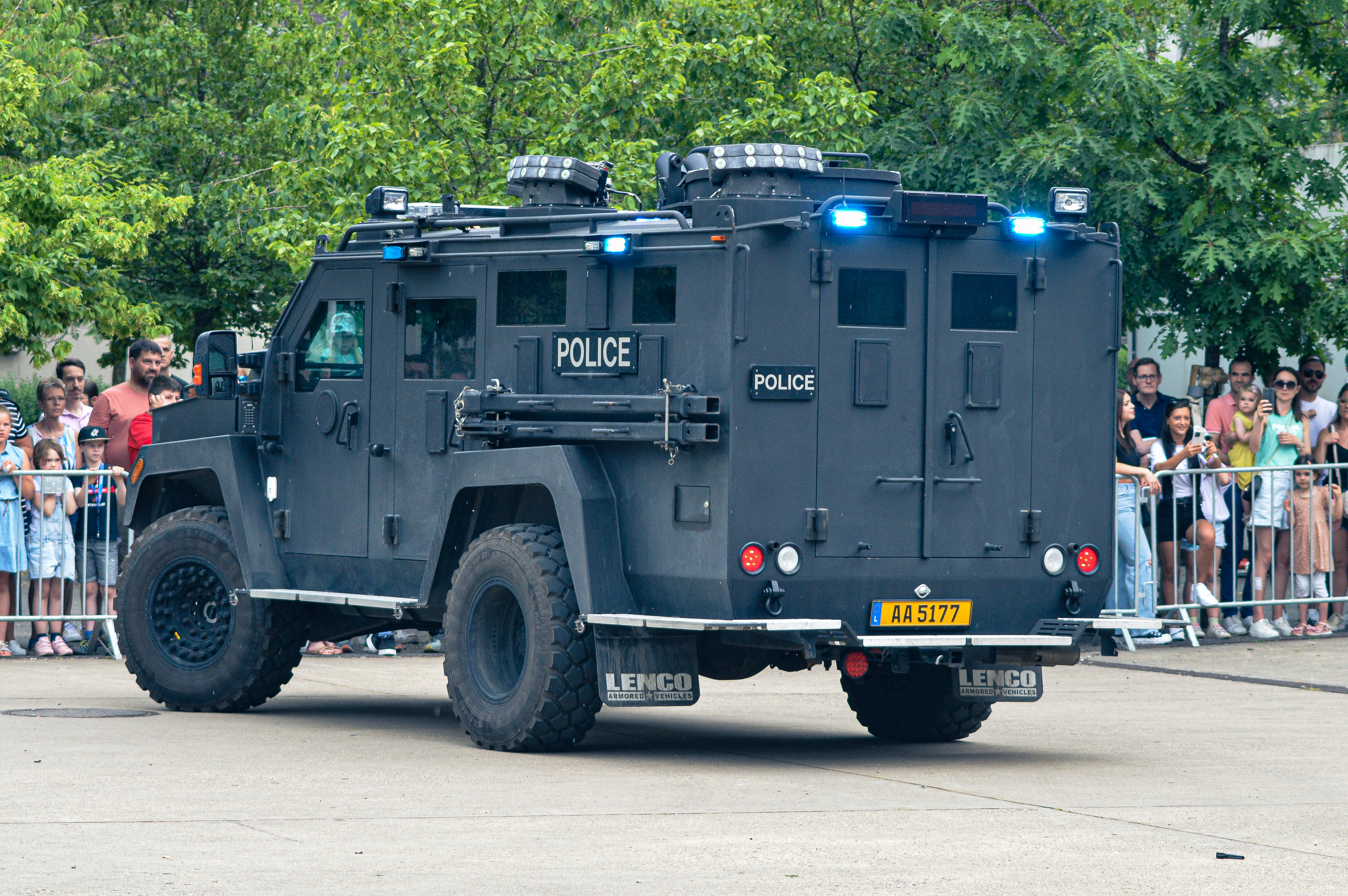
Journée de la Police 2023 - Exercice USP

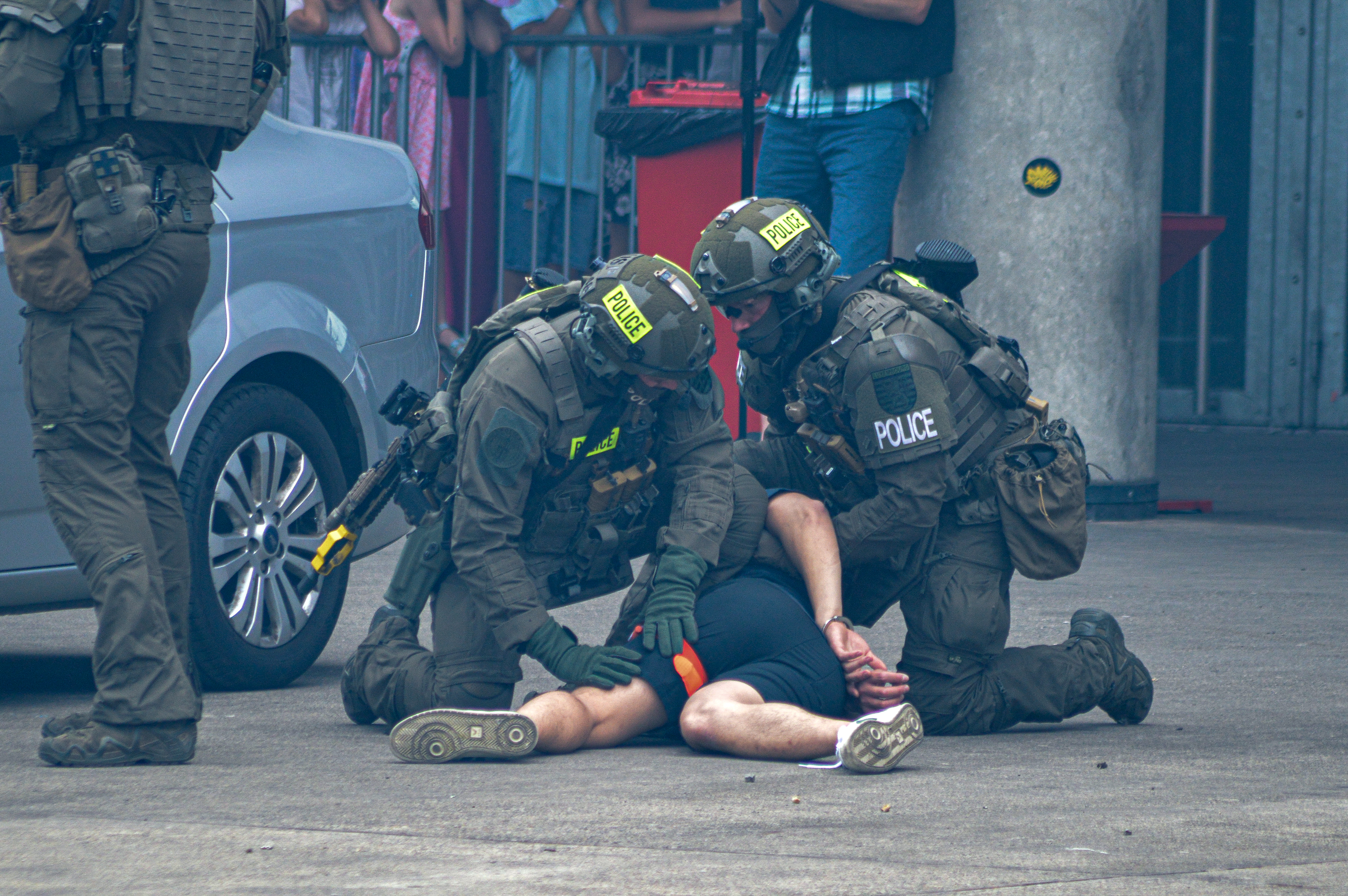
Journée de la Police 2023 - Exercice USP

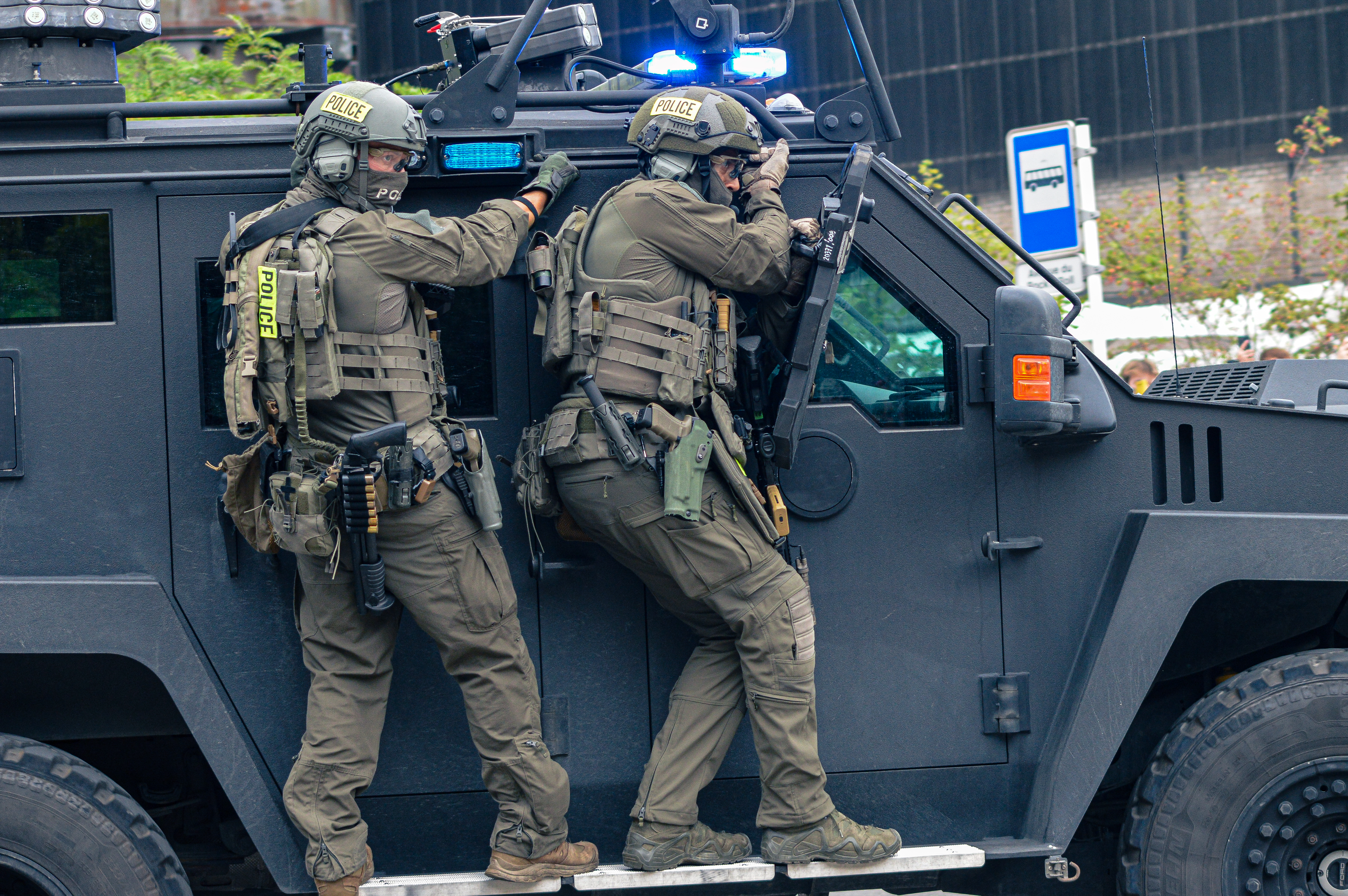
Journée de la Police 2023 - Exercice USP